# Godsforbindelsesbanen ved København
Godsforbindelsesbanen ved København er en jernbane, der forbinder fjerntogssporene på Vestbanen med Københavns Godsbanegård syd om Valby. Den blev åbnet i 1909, da godstrafikken til Godsbanegården blev omlagt fra banen via Valby.
Tidligere blev banen normalt kun benyttet af godstog. I ekstraordinære tilfælde var det dog muligt at anvende den til persontog fra Vestbanen, der derved ledtes uden om Valby Station og gennem godsbanegården til Københavns Hovedbanegård. Efter en ombygning bruges den siden december 2013 også på daglig basis til persontog fra/til Hovedbanegården som alternativ til strækningen via Valby. Formålet med ombygningen var at forøge kapacitet til/fra Hovedbanegården og Vestbanen.

## Strækningen
Banen forgrener sig fra fjerntogssporene ved en niveaufri udfletning øst for S-togs-stationen Hvidovre Station. Udfletningen betegnes Hvidovre Fjern Station og er en station i jernbaneteknisk forstand, men uden perroner eller passagerudveksling.
Næste station er Vigerslev Station, som er endnu en forgreningsstation – oprindelig imellem Vestbanen og Godsforbindelsesbanen. I 1930 blev Godsringbanen tilsluttet stationen, i 1998 kom forbindelsen til Øresundsbanen. Efter Øresundsforbindelsen åbning i 2000 blev Godsringbanen ombygget til S-banen Ringbanen. Der er er sporforbindelse imellem Ringbanen og Godsforbindelsesbanen imellem Vigerslev Allé og Ny Ellebjerg Stationer. I 2019 blev København-Ringsted-banen sluttet til stationen.
Ved Gammel Køge Landevej udgår forbindelsen fra Vigerslev Station til Øresundsbanen mod Sjællandsbroen, hvor den møder banen fra Hovedbanegården ved Kalvebod Station (en anden teknisk station) i en niveaufri udfletning.
Godsforbindelsesbanen har perroner på København Syd Station (indtil 2023 Ny Ellebjerg Station), så fjerntog kan standse her, og passagererne kan skifte til Ringbanen og Køge Bugt-banen. Godsforbindelsesbanen fortsætter under sidstnævnte fortsætter efter en kurve langs med den. Siden ombygningen i 2013 fortsætter strækningen fra det gamle endepunkt ud for Sydhavn Station til Hovedbanegården, hvor den hidtidige indgående spor til Øresundsbanen blev udgående spor til Godsforbindelsesbanen, mens de blev anlagt 2 nye spor til indgående tog. Den ombyggede bane giver også adgang til Centralværkstederne ved en station langs Enghavevej. Her skal der også være depotspor til brug ved sporarbejder.

## Eksterne links
- Nyt dobbeltspor mellem Hovedbanegården og Ny Ellebjerg – bane.dk